# Antonia Ciasca
Antonia Ciasca (Melfi, 21 maggio 1930 – Roma, 1º marzo 2001) è stata un'archeologa italiana, studiosa della civiltà fenicia e punica e dei popoli del Mediterraneo.

## Biografia
Nata a Melfi, in Basilicata, era figlia del senatore e storico Raffaele Ciasca e della scrittrice Carolina Rispoli: con loro si trasferì prima a Genova e poi a Roma durante la guerra, a causa del cambio di cattedra del padre.

### Studi
Presso l'Università "La Sapienza" di Roma conseguì una laurea in Etruscologia con Massimo Pallottino, collaborando anche agli scavi presso la città di Pyrgi, vicino a Roma. Divenne prima assistente di Filologia Semitica con Sabatino Moscati, ed in seguito istituì la prima cattedra italiana di Antichità Puniche nella stessa università. Insegnò anche presso la Scuola di Specializzazione, e collaborò al Centro per le Antichità del Vicino Oriente Antico, scrivendo anche sul periodico accademico Oriente Antico; fu inoltre direttrice della Rivista di Studi Fenici.

### Scavi
Parte attiva del centro di ricerche del Vicino Oriente presso la Sapienza, aprì il primo scavo in Israele nel 1959. Inoltre per prima si interessò a Malta, iniziando per la prima volta degli scavi archeologici presso l'arcipelago maltese: nel 1963 diede vita agli scavi di Tas Silg, partecipandovi personalmente per sei anni, di cui si ricorda la scoperta del tempio dedicato ad Astarte; qui riprese gli scavi nel 1998.
Nel 1964 iniziò la prima campagna di scavo presso il tofet dell'isola di Mozia, nei pressi della costa marsalese. Nel 1975 partecipò anche agli scavi di Tharros (i risultati sono pubblicati in Rivista di Studi Fenici III). Nello stesso anno a Mozia lasciò lo scavo del tofet concentrandosi sul tratto delle mura urbane, che la coinvolse fino al 1992.
Diresse anche alcune missioni topografiche in Tunisia ed in Algeria, identificando in particolare il sito di Capo Bon.
Le attività di scavo di Antonia Ciasca sono state riprese dalla Missione archeologica a Mozia dell'Università di Roma "La Sapienza" dal 2002 sotto la direzione di Lorenzo Nigro.

## Fondo Ciasca
I parenti della Ciasca, in seguito alla sua scomparsa, hanno deciso di donare tutto il patrimonio librario raccolto dall'archeologa durante tutti i suoi studi. Al momento il "Fondo Ciasca" occupa parte della sede Dipartimento di Scienze dell'Antichità della Sapienza, ed è gestito dalla Missione archeologica a Mozia, diretta da Lorenzo Nigro.